# Valentinian 1.
Valentinian I (egl. Flavius Valentinianus), (321 – 17. november 375) var romersk kejser 364-375.
Han var kristen officerssøn fra Pannonien, og fik selv en militær karriere under skiftende kejsere af Konstantins slægt, hvor han et par gange faldt i unåde. Under kejser Jovians korte styre arbejdede han på at skaffe orden i Gallien, og ved dennes død blev han valgt til kejser og udnævnte broderen Valens til medregent. Selv førte han regeringen i vest.
Med Valentinians styre fik kristendommen definitivt overtaget. Han genoprettede dens stilling efter Julian den Frafaldnes angreb på den, men førte generelt en religiøs tolerance- og balancepolitik. Desuden prøvede han at sanere administrationen og styrke kejsermagten over for det stadig svagere senat. Hærens stilling blev mere privilegeret og bureaukratiet øgedes. Skatteudskrivningerne blev hårdere og bidrog formentlig til at skabe øget opposition i provinserne.
Udenrigspolitisk førte han hele sin regering en række grænsekrige i Gallien mod germanerne og synes at have lagt hovedvægten på den vestlige rigsdels sikkerhed. I hans regering kom stadig mere bevægelse i de germanske stammers fremrykning, men det lykkedes med besvær at holde grænserne. I øvrigt synes han at have øget ansættelsen af germanske soldater og officerer i den romerske hær og at have søgt en folkeblanding for at forny befolkningssammensætningen.
Som menneske omtales Valentinian (hovedkilden er historikeren Ammianus Marcellinus) som en dygtig og erfaren statschef, men hidsig og brutal. Han døde af et slagtilfælde samme år som folkevandringerne begyndte. Efterkommere af hans datter sad på tronen i både Vest- og Østrom til 450'erne.